# The Album (ABBA-album)
 For alternative betydninger, se The Album. (Se også artikler, som begynder med The Album)
The Album er en LP/album af den svenske popmusikgruppe ABBA fra 1977. Albummet indeholder bl.a. mini-musicalen The Girl With The Golden Hair, og coveret er inspireret af ABBA's Australiens-turné samme år. Albummet er ABBAs femte album.

## Track liste LP
Side A:
1. "Eagle" (Andersson, Ulvaeus) – 5:47
2. "Take A Chance On Me" (Andersson, Ulvaeus) – 4:03
3. "One Man, One Woman" (Andersson, Ulvaeus) – 4:31
4. "The Name of the Game" (Andersson, Stig Anderson, Ulvaeus) – 4:51

Side B:
1. "Move On" (Andersson, Anderson, Ulvaeus) – 4:41
2. "Hole in Your Soul" (Andersson, Ulvaeus) – 3:39
3. "Thank You For The Music" * (Andersson, Ulvaeus) – 3:49
4. "I Wonder (Departure)" * (Andersson, Anderson, Ulvaeus) – 4:32
5. "I'm a Marionette" * (Andersson, Ulvaeus) – 4:03

* = Del af musicallen The Girl With The Golden Hair, den sidste sang fra musicalen hed Get On The Carrousel.

## Track liste CD 2001
| 10. | "Thank You For The Music" (Doris Day-version) |

## Track liste CD 2007
The Album blev genudgivet i 2007 som 30-års jubilæumsudgave, kaldet Deluxe Edition. Dette album indeholder desuden:
| 10. | "Eagle" (Single edit) - 4:25                                        |
| 11. | "Take a Chance on Me" (Liveversion) - 4:25                          |
|     | Oprindeligt udgivet som B-side på singlen I Have a Dream 1979       |
| 12. | "Thank You for the Music" (Doris Day version) - 4:03                |
| 13. | "Al Andar" – 4:43                                                   |
| 14. | "I Wonder" (Departure) (Liveversion) - 4:27                         |
|     | Oprindeligt udgivet som B-side på singlen The Name of the Game 1977 |
| 15. | "Gracias Por La Música" – 3:49                                      |

Desuden indeholder 'Deluxe Edition' også en bonus-DVD med følgende videor:
1. "Eagle"/"Thank You for the Music" (Star Parade, ZDF)
2. "Take a Chance on Me" (Am Laufenden Band, Radio Bremen)
3. "The Name of the Game" (ABBA Special, TBS)
4. "Thank You for the Music" (Mike Yarwood’s Christmas Show, BBC)
5. "Take a Chance on Me" (Star Parade, ZDF)
6. "ABBA on tour in 1977" (Rapport, SVT)
7. Indspilning af "ABBA – The Album" (Gomorron Sverige, SVT)
8. "ABBA in London, February 1978" (Blue Peter, BBC)
9. "ABBA in America, May 1978" (Rapport, SVT)
10. "ABBA – The Album" TV-reklame I (UK)
11. "ABBA – The Album" TV-reklame II (Australien)
12. Internationalt covergalleri

## Track liste CD 2008
Desuden udsendtes "The Album" i 2008 som en del af boxen "The Albums" uden bonustracks.